# Barbara Czyż (polityk ludowy)
Barbara Czyż (ur. 10 stycznia 1947 we wsi Przewodowo Poduchowne) – polska polityk, rolnik i przedsiębiorca, posłanka na Sejm X kadencji.

## Życiorys
Na początku lat 70. ukończyła Akademię Rolniczo-Techniczną w Olsztynie oraz studium pedagogiczne w Olsztynie. Pracowała w Zespole Szkół Rolniczych w Cieszynie, w Państwowym Gospodarstwie Rolnym Turówek, w Rejonowym Zakładzie Doświadczalnym w Bęsi i od 1975 w Wojewódzkim Ośrodku Postępu Rolniczego (jako główny specjalista produkcji roślinnej) w Starym Polu. Była radną Wojewódzkiej Rady Narodowej w Elblągu, gdzie przewodniczyła Komisji Rolnictwa i Gospodarki Żywnościowej. Przystąpiła do Ligi Kobiet Polskich. Pełniła też funkcję wiceprezesa Wojewódzkiego Komitetu Zjednoczonego Stronnictwa Ludowego. 
W 1989 z puli ZSL uzyskała mandat posłanki na Sejm kontraktowy, została wybrana w okręgu elbląskim. Na koniec kadencji należała do Klubu Poselskiego Polskiego Stronnictwa Ludowego, była członkinią Komisji Polityki Społecznej oraz Komisji Nadzwyczajnej do rozpatrzenia projektu ustawy o ochronie prawnej dziecka poczętego. W latach 1994–1998 zasiadała w radzie miejskiej Elbląga. 
Prowadziła własną działalność gospodarczą. W latach 1996–1997 pełniła funkcję doradcy ministra gospodarki przestrzennej i budownictwa, następnie do 1998 była dyrektorem w Urzędzie Mieszkalnictwa i Rozwoju Miast. Pełniła obowiązki prezesa Elbląskiego Towarzystwa Budownictwa Społecznego (1998–2000) oraz Towarzystwa Budownictwa Społecznego Marki  (2000–2013). Pracowała też w J.W. Construction, zajmując m.in. stanowisko członka zarządu (2003–2010) oraz pełnomocnik zarządu do spraw zarządzania jakością (2006–2012). W 2012 weszła w skład rady nadzorczej tego przedsiębiorstwa.
Odznaczona Srebrnym Krzyżem Zasługi (1985).